# Distretto di Didim
Il distretto di Didim (in turco Didim ilçesi) è uno dei distretti della provincia di Aydın, in Turchia.